# 吴门桥
吴门桥是中国江苏省苏州市的一座古桥，横跨在苏州城南的京杭大运河上，是出入盘门的主要通道。该桥全长66米多，宽5米，高约10米，是江苏省最大的一座单孔石桥。吴门桥最早建于北宋年间，现在的石桥为1872年重建。高大的石桥与邻近的盘门城楼、瑞光塔组成苏州城南的一组风景。